# La Vie très privée de monsieur Sim
Pour plus de détails, voir Fiche technique et Distribution.
La Vie très privée de monsieur Sim est un film français réalisé par Michel Leclerc d'après l'œuvre de Jonathan Coe, sorti en 2015.

## Synopsis
François Sim a perdu son emploi, sa femme l'a quitté et son père ne semble pas ravi de sa présence lorsqu'il va le voir en Italie. Le hasard des rencontres et un nouvel emploi de représentant commercial pour une marque écologique de brosses à dents vont lui permettre de faire le point sur sa vie et sur son passé...

## Fiche technique
- Titre : La Vie très privée de M. Sim
- Réalisation : Michel Leclerc
- Scénario : Baya Kasmi et Michel Leclerc
- Photographie : Guillaume Deffontaines
- Montage : François Gédigier
- Musique : Vincent Delerm
- Production : Caroline Adrian, Antoine Rein et Fabrice Goldstein
- Sociétés de production : Delante Films et Karé Productions, en association avec la SOFICA SofiTVciné 1
- Sociétés de distribution : Mars Distribution ( France), Alternative Films ( Belgique) et Praesens-Film ( Suisse romande)
- Pays d'origine :  France
- Langue originale : français
- Durée : 102 minutes
- Format : Couleur - 35 mm - 2,35:1 - son Dolby stéréo
- Dates de sortie : 
  - France / Belgique / Suisse : 16 décembre 2015

## Distribution
- Jean-Pierre Bacri : François Sim
- Isabelle Gélinas : Caroline
- Vimala Pons : Poppy
- Sixtine Dutheil : Lucy
- Christian Bouillette : Jacques Sim
- Vincent Lacoste : Jacques Sim à 20 ans
- Félix Moati : Francis
- Carole Franck : Audrey
- Jeanne Cherhal : Emmanuelle
- Mathieu Amalric : Samuel
- Valeria Golino : Luigia
- Linh-Dan Pham : Liam
- Venantino Venantini : M. Matteotti
- Francine Olivier : Mme. Matteotti
- Victor Belmondo : Lino Matteotti à 19 ans
- Daniel Di Grazia : François Sim à 19 ans
- Patrick d'Assumçao : Le voisin d'avion
- Tiphaine Daviot : L'hôtesse de l'air
- Rodolphe Pauly : Le voleur de portable
- Daniel-Jean Colloredo : Gabriel
- François Bureloup : Patrio Biobuccal
- Fabian Richard : Le banquier
- Catherine Aymerie : La mère de Poppy
- Jean-Pierre Lorit : Lino (50 ans)
- Cyrius Rosset : Le fils de Lino
- Michel Lagueyrie : Le dentiste
- Alexia Lunel : La secrétaire du dentiste
- François Soule : Routier Arche
- Baya Kasmi : La blonde dans la boîte de nuit
- Lucile Krier : Luigia à 18 ans
- Lucie Digout : Barbara à 20 ans

## Lieux de tournage
Sauf indication contraire ou complémentaire, les informations mentionnées dans cette section proviennent du générique de fin de l'œuvre audiovisuelle présentée ici.Le tournage a eu lieu entre mi-septembre 2014 et fin décembre 2014 principalement en Auvergne-Rhône-Alpes,,.
- France :
  - Auvergne-Rhône-Alpes :
    - (Ain)[4] : Bourg-en-Bresse
    - (Drôme)[réf. nécessaire] : Valence, Royans, Combe-Laval et Font d'Urle
    - (Loire)[5] : Roanne, Le Coteau, Perreux et Riorges
    - (Puy-de-Dôme) : Saint-Nectaire, Murol (scène du garage)

  - Provence-Alpes-Côte d'Azur [6] : [Où ?]
- Italie [6] : 
  - Toscane : Florence (Borgo degli Albizzi)
  - Pouilles : Îles Tremiti

## Bande originale
Sauf indication contraire ou complémentaire, les informations mentionnées dans cette section proviennent du générique de fin de l'œuvre audiovisuelle présentée ici.
La chanson Qualche Cosa (qui accompagne le générique de fin) est conjointement chantée par Valeria Golino et Vincent Delerm.
Une des musiques additionnelles est la chanson Les Petits Pas de Zebda.

## Autour du film
- Jean-Pierre Bacri a été nommé en 2016 au César du meilleur acteur pour ce film.
- Au début du film, le personnage principal évoque la mort de Jean Poperen.
- Un des MacGuffin du film est l'histoire vraie de Donald Crowhurst, évoqué à travers des images d'archives et des extraits de l'ouvrage L'Étrange Voyage de Donald Crowhurst (publié aux éditions Stock en 1971), que lit François Sim après que Samuel (Mathieu Amalric) le lui a prêté. Samuel explique le départ de la course autour du monde à laquelle participe Donald Crowhurst mais, alors qu'il est obsédé par les détails de son histoire, il relate des informations erronées (par exemple, il dit à François que Crowhurst a été dépassé par les autres concurrents et qu'il est resté immobile en mer, alors qu'il est parti dernier le jour limite de départ autorisé et a navigué lentement mais sans s'arrêter, avant de tourner en rond dans les dernières semaines avant sa disparition. Il n'a jamais tenté de faire croire qu'il était en tête de la course, au contraire : il craignait qu'on ne lui pose des questions si son classement était trop bon).
- En 1997, dans Didier d'Alain Chabat, Jean-Pierre Bacri et Isabelle Gélinas jouaient déjà un couple.